# Interiors
Interiors è un film del 1978 diretto da Woody Allen, con Diane Keaton, Geraldine Page e Mary Beth Hurt.
Prima pellicola drammatica dopo sette tra film comici e commedie, Interiors rivela un'ispirazione al regista svedese Ingmar Bergman, uno dei punti di riferimento cinematografici di Allen. Privo di colonna sonora, è il primo film di Allen in cui il regista non appare come attore.

## Trama
Arthur è un avvocato sposato con Eve, decoratrice di interni. La coppia ha tre figlie: Renata, una poetessa sposata con Frederick, scrittore in difficoltà; Flyn, attrice emergente che si trova per lo più lontana da casa a fare film di basso costo; e infine Joey, moglie del giornalista Mike, che non riesce a costruirsi una carriera e risente dell'affetto eccessivo di sua madre nei confronti della sorella Renata.
Un giorno Arthur annuncia inaspettatamente di volersi separare dalla moglie e di voler vivere da solo. Eve, depressa e mentalmente instabile, tenta il suicidio. Lo shock di questi due eventi provoca una spaccatura tra le sorelle. Arthur ritorna da un viaggio in Grecia con Pearl, una donna vivace che ha intenzione di sposare. Le figlie sono contrariate per il fatto che Arthur ignori il tentato suicidio di Eve e si sia cercato un'altra donna, che viene definita da Joey come volgare.
Arthur e Pearl si sposano nella residenza estiva di famiglia, e le tre figlie assistono alle nozze. Più tardi, durante la serata, Joey si infuria con Pearl dopo che questa ha rotto per errore uno dei vasi di Eve. Frederick, ubriaco, tenta senza successo di violentare Flyn. Nel frattempo Joey trova Eve in casa, e le spiega tristemente quanto abbia fatto per la madre, e quanto sdegnosamente sia stata trattata. A questo punto, Eve cammina verso la spiaggia e si addentra in mare aperto. Joey, Mike e Pearl tentano senza successo di salvarla, e nel tentativo Joey rischia quasi di annegare, venendo salvata proprio da Pearl.

## Riconoscimenti
- 1979 - Premio Oscar
  - Candidatura al miglior regista a Woody Allen
  - Candidatura alla miglior attrice protagonista a Geraldine Page
  - Candidatura alla miglior attrice non protagonista a Maureen Stapleton
  - Candidatura alla migliore sceneggiatura originale a Woody Allen
  - Candidatura alla miglior scenografia a Mel Bourne
- 1979 - Golden Globe
  - Candidatura al miglior regista a Woody Allen
  - Candidatura alla miglior attrice in un film drammatico a Geraldine Page
  - Candidatura alla miglior attrice non protagonista a Maureen Stapleton
  - Candidatura alla miglior sceneggiatura a Woody Allen
- 1979 - Premio BAFTA
  - Miglior attrice non protagonista a Geraldine Page
  - Candidatura alla miglior attrice debuttante a Mary Beth Hurt
- 1979 - Kansas City Film Critics Circle Awards
  - Miglior film
  - Miglior regista a Woody Allen
  - Miglior attrice protagonista a Geraldine Page
- 1978 - Los Angeles Film Critics Association Award
  - Miglior attrice non protagonista a Maureen Stapleton
  - Candidatura al miglior regista a Woody Allen
  - Candidatura alla miglior sceneggiatura a Woody Allen
- 1979 - New York Film Critics Circle Award
  - Miglior attrice non protagonista a Maureen Stapleton